# UKW-Sprechfunkzeugnis für den Binnenschifffahrtsfunk

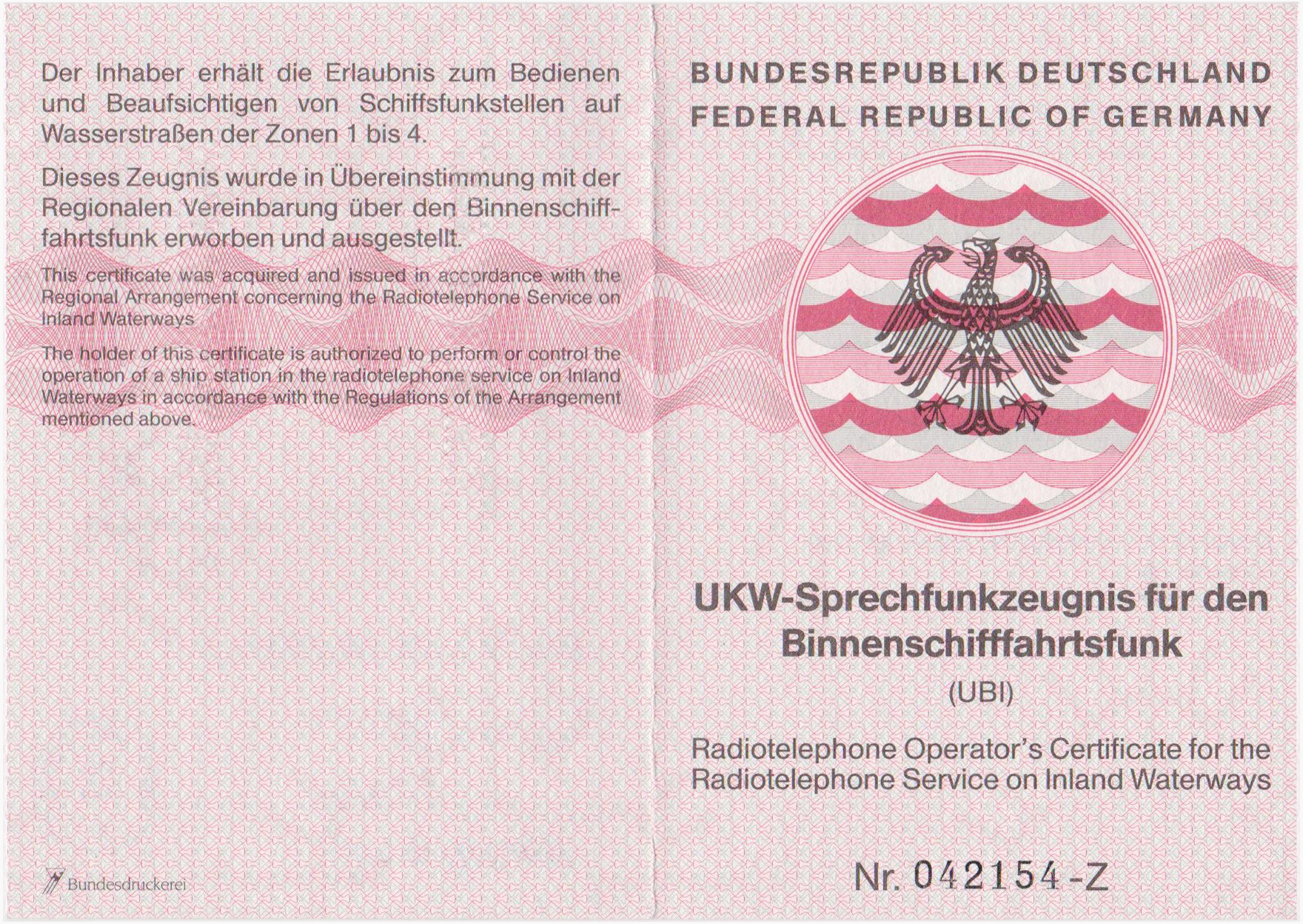
UKW-Sprechfunkzeugnis für den Binnenschifffahrtsfunk (UBI)

Das UKW-Sprechfunkzeugnis für den Binnenschifffahrtsfunk (Abkürzung: UBI) ist ein amtliches Zeugnis und berechtigt zum Betrieb von UKW-Funkanlagen in der Binnenschifffahrt. Sobald eine UKW-Funk-Anlage vorhanden ist, ist es – entgegen einer weit verbreiteten Annahme – irrelevant, ob die Anlage benutzt wird oder nicht: Ihr bloßes Vorhandensein an Bord erfordert, dass eine Person über das UKW-Sprechfunkzeugnis für den Binnenschifffahrtsfunk verfügt.
Der Sachverhalt lässt sich aus den einschlägigen Rechtsvorschriften nur indirekt erschließen. § 4.05 Nr. 4 Binnenschifffahrtsstraßen-Ordnung (BinSchStrO) legt fest, dass „jedes mit einer Sprechfunkanlage ausgerüstete Fahrzeug sich […] melden“ muss. Des Weiteren besagt § 4 Binnenschifffahrt-Sprechfunkverordnung (BinSchSprFunkV), dass die Bedienung einer Schiffsfunkstelle von einer Person ausgeführt oder beaufsichtigt werden muss, die ein Sprechfunkzeugnis für den Binnenschifffahrtsfunk besitzt.
Das UKW-Sprechfunkzeugnis für den Binnenschifffahrtsfunk ist gemäß der Regionalen Vereinbarung über den Binnenschifffahrtsfunk sowohl für die Berufs- als auch für die Sportschifffahrt gültig. Das Zeugnis wird international anerkannt. Die Prüfung zum Erwerb des Zeugnisses wird in Deutschland – anders als beim beschränkt gültigen Funkbetriebszeugnis für den Betrieb von Seefunkanlagen (Short Range Certificate [SRC]) – nur in deutscher Sprache abgenommen. Voraussetzung ist ein Mindestalter von 15 Jahren.
Bei der Prüfung muss u. a. ein Bogen mit 22 Fragen aus dem insgesamt 130 Fragen umfassenden Fragenkatalog im Multiple-Choice-Verfahren beantwortet werden.
Mindestens 17 der 22 Fragen müssen innerhalb von 60 Minuten richtig beantwortet werden.
Inhabern des SRC, LRC, GOC und des ROC werden Teile der Prüfung erlassen.
Das UBI wird vom Amt für Binnen-Verkehrstechnik erteilt. Die Prüfungen für Sportbootfahrer werden vom DSV und vom DMYV durchgeführt, die das UBI in behördlichem Auftrag auch ausgeben.

## UKW-Sprechfunkzeugnisse für den Binnenschifffahrtsfunk im Ausland
In den Niederlanden heißt das UBI Basiscertificaat, in Belgien 'VHF certificaat', in Frankreich Certificat restreint de radiotéléphoniste fluvial.